# International Love (álbum)
International Love es el decimoctavo disco del cantante argentino Fidel Nadal, éste fue lanzado en 2008 y seguramente es el disco más vendido de Fidel Nadal en su carrera solista. Fue producido por Luca Zamattio, Ezequiel Araujo (ex El Otro Yo) y actualmente en Intoxicados.

## Lista de canciones
- 1. International Love
- 2. No aceleres el tiempo
- 3. Luz y compañía
- 4. My Princess
- 5. We are togheter
- 6. Linda y bonita
- 7. Dale Calidad
- 8. In my dreams
- 9. Noticia noticia
- 10. No se apaga la llama
- 11. Bum bum

## Videos
A este álbum se le conocen 3 videos:
- International Love
- Luz y Compañía
- My Princess